# Laothus numen
Espèce
Laothus numen est une espèce d'insectes lépidoptères (papillons) de la famille des Lycaenidae, sous-famille des Theclinae et du genre Dicya.

## Dénomination
Laothus numen a été décrit par Herbert Druce en 1907, sous le nom initial de Thecla numen.

## Description
Laothus numen est un petit papillon aux antennes et aux pattes annelées de blanc et de noir, avec deux fines queues à chaque aile postérieure, une très longue et une longue.
Le dessus des ailes antérieures est bleue, celui des ailes postérieures présente une partie basale bleue  alors que les aires submarginales et postdiscale sont blanches ornées de bandes grises parallèles à la marge.
Le revers est blanc rayé de noir avec aux ailes postérieures un gros ocelles rouge pupillé de noir entre les deux queues.

## Écologie et distribution
Laothus numen est présent au Surinam, en Guyana et en Guyane,.

### Protection
Pas de statut de protection particulier.